# 米氏拎树藤
米氏拎树藤（学名：Epipremnum meeboldii），属于天南星科麒麟叶属，是印度东部热带雨林中特有的一种木质藤本植物。

## 分布
本种仅分布于印度东部的曼尼普尔邦及阿萨姆邦，为当地特有种。

## 名称
本种学名中的种小名是为了纪念模式标本的采集者——德国植物学家阿尔弗雷德·米博尔德，他曾三次前往印度考察当地植物及生态。